# 미티어 (건담 시리즈)
미티어(영어: Meteor, 일본어: ミーティア)은 TV 애니메이션 《기동전사 건담 SEED》 및 《기동전사 건담 SEED DESTINY》에 등장하는 가공의 병기이다. 미티어 유닛라고도 부른다.
본 문서에서는 《기동전사 건담 SEED MSV》에서 설정된 파생형인 베른 35A/MPFM 다목적 비행 모듈에 대해서도 설명한다.

## 개요
애니메이션 작품 《기동전사 건담 SEED》 제47화(모함에 접속된 상태로는 제42화)부터 등장한다. 작품 내에서는 프리덤 건담과 저스티스 건담의 추가 장비로 등장했다.
"미티어"는 영어로 "유성", "운석"이라는 의미이며, 명명의 원인이 된 것은 T.M.Revolution이 부른 삽입곡 〈Meteor -미티어-〉이다. 감독인 후쿠다 미츠오는 니시카와 타카노리와의 대담에서 다른 한 쪽을 "인보크(Invoke)"라고 하는 안도 존재했다고 밝혔다. 또한 후쿠다 미츠오는 서적의 인터뷰에서 반다이의 요청에 의해 미티어를 등장시켰다는 취지의 코멘트를 하고 있다.

## 미티어
METEOR(Mobilesuit Embedded Tactical EnfORcer = 모빌 슈트 임베디드식 전술강습기)는 모함인 이터널에 의해 운용되는 저스티스 건담과 프리덤 건담 등의 핵엔진 탑재형 모빌 슈트(MS)용 암드 모듈이다.
설계는 소형 우주선 및 항공기를 담당하는 베른 설계국과 화기류 개발을 전문으로 하는 웰즈 설계국이 합동으로 담당하였다. 개발은 자프트의 3대 설계국(아시모프 설계국, 클라크 설계국, 하인라인 설계국)의 통합 설계국과 공동으로 하였다. 주 추진기는 자프트의 함정에 폭넓게 사용되고 있는 MMI-M729 엔진의 발전형을 채택하였다. 초기 구상안에서 미티어는 현행 모빌 슈트(MS)의 가동 시간, 비행 성능, 기동력, 화력을 향상시킬 자프트 버전 스트라이커 팩이라고 할 수 있는 장비였지만, 뉴트론 재머 캔슬러 탑재형 모빌 슈트(MS)에 채택을 결정함으로써, 무제한의 대전력을 활용한 파괴력과 기동력에 주안점을 둔 무장 플랫폼이 되었다.
그 기본 전술은 대화력에 의해 다수의 적을 단번에 섬멸하는 것으로 전함 수척 분의 화력을 가지고 있다. 고추력 엔진의 탑재로 전함 수준의 출력과 전투기 수준의 기동성은 획득했으나, 선회력이 뛰어나다고는 할 수 없기 때문에 대 모빌 슈트(MS) 전투에는 적합하지 않다. 때문에 모빌 슈트와의 전투시에는 미티어를 분리하고 소체가 되는 모빌 슈트 단독으로의 전투가 권장된다. 모빌 슈트(MS)용의 휴대 무장의 수납 공간도 마련되어 있으며, 미티어를 분리했을 시에는 수납한 무장을 사출함으로써 일반적인 전투로 신속하게 전환할 수 있다.
또한 무장 등에 에너지를 공급할 수 있고, 사격 통제 장치(FCS)는 연결된 모빌 슈트(MS)에 의존한다. 미티어 내부에는 기동용 대용량 파워셀을 가지고 있지만, 합체·분리가 가능한 정도의 전력을 충전할 수 있으며 단독으로는 전투할 수 없다. 일반적으로는 이터널의 기수 양쪽에 있는 갠트리에 "행 모드"로 접속되어, 함측의 동력부를 통해 함포로 운용되고 있다. 어디까지나 추가적인 모듈로 자리매김하고 있기 때문에, 페이즈 시프트 장갑(PS 장갑)과 같은 방어 장비는 채택하지 않는다.
자프트에서는 미티어의 유닛 모듈 구상을 발전시켜, 단독으로 이를 보완한 리제네레이트 건담을 개발했다. 당초의 컨셉이었던 현행 모빌 슈트(MS)로의 강화용 타입은 미티어 改로 변천했다. C.E. 73년에 개발된 실루엣 시스템에서도 미티어 개발시에 축적된 노하우가 활용되었다.

### 무장
93.7cm 고 에너지 수속 화선포
양 측면에 설치된 빔 포이다. 주로 연사력으로 위력을 발휘하지만, 모빌 슈트(MS)를 일격에 격파할 수 있는 위력을 가지고 있다.
60cm 에리나케우스 대함 미사일 발사관
93.7cm 화선포와 병설된 22연장×2기와 테일 스태빌라이저 상부에 설치된 3연장×3기로 구성된 대함 미사일이다.
광범위한 표적을 동시에 공격할 수 있다. "에리나케우스"는 라틴어로 "고슴도치"를 의미한다.
웨폰 암
미티어 본기와 프레임으로 연결되어 모빌 슈트(MS) 측에서 조종하는 무장 모듈로 파생기인 미티어 改에도 채택되었다.
60cm 에리나케우스 대함 미사일 발사관
암의 기저부에 12연장×2기가 설치된 같은 이름을 가진 미사일이다.
120cm 고 에너지 수속 화선포
암 선단 중앙에 설치된 대구경의 빔 포이다. 핵엔진에 의한 에너지 공급으로 전함 수준의 위력을 발휘하고, C.E. 71년 시점에서 모빌 슈트(MS)용으로 최강의 빔 병기였다.
MA-X200 빔 소드
암 선단의 상하로 분리된 발생기에서 출력되는 대형 빔 사벨이다. 전개된 빔 사벨은 전함도 일도양단하는 위력을 지니고 있다.
키라와 아스란은 훈련시에 01호의 빔 사벨의 조정이 완전하지 않아 3배의 빔을 발생시켜 폐콜로니를 파괴하고 프리덤 건담의 핵엔진을 레드존으로 다운시켜 순간적으로 페이즈 시프트 장갑이 다운되기도 했다.

### 장비 가능한 기체
- ZGMF-X09A 저스티스 건담
- ZGMF-X10A 프리덤 건담
- ZGMF-X11A 리제네레이트 건담
- ZGMF-X12A 테스타먼트 건담
- ZGMF-X13A 프로비던스 건담
- ZGMF-X999A 자쿠 양산 시작형
- MBF-P03 second L 건담 아스트레이 블루 프레임 세컨드 L (개조 버전)
- ZGMF-1001 일라이저 전용 자쿠 팬텀 (개조 버전)
- ZGMF-X19A 인피니트 저스티스 건담
- ZGMF-X20A 스트라이크 프리덤 건담

### 개발 넘버
미티어는 애니메이션 시리즈 및 외전 작품을 포함해 총 6기가 등장했다. 넘버는 01~08까지 존재하지만, 03호기와 04호기는 작품 내에서 확인되고 있지 않다.
또한 유니우스 조약 체결에 의해 군축이 이루어져서 표면적으로는 해체 처분이 이루어졌지만, 그 후 외전 작품 《기동전사 건담 SEED DESTINY ASTRAY》에서 정크 길드를 통해 일부는 실전에 참여하는 등의 유출이 일어난 것으로 보인다. 05호기, 06호기는 정크길드가 습격을 받았을 때 해체 처분을 기다리던 기체가 사용하였다. 07호기와 08호기는 관련 서적에서 "정크길드가 출처일 가능성을 부정할 수 없다"라고 되어 있다. 한편 07호기와 08호기는 클라인파에 의해 새로 만들어졌다는 자료도 볼 수 있다.
01호기, 02호기
《기동전사 건담 SEED》에 등장한다. 프리덤 건담과 저스티스 건담이 장비했다. 이 중에 프리덤 건담이 사용한 01호기는 작품 내에서 대파되었지만, 02호기의 이후의 행방은 밝혀지지 않았다.
05호기, 06호기
《기동전사 건담 SEED DESTINY ASTRAY》에 등장한다. 05호기와 06호기는 미티어 내부에 핵동력을 탑재한 마이너 체인지가 되어 있다.
07호기, 08호기
《기동전사 건담 SEED DESTINY》에 등장한다. 스트라이크 프리덤 건담이 07호기, 인피니트 저스티스 건담이 08호기를 사용했다. 본체에 핵동력이 존재하지 않기 때문에 에너지는 도킹된 모빌 슈트(MS)로부터 공급받는 타입이다.

### 작품 내에서의 활약
기동전사 건담 SEED
제2차 야킨 두에 공방전에서 키라 야마토의 프리덤 건담이 01호기 미티어, 아스란 자라의 저스티스 건담이 02호기 미티어와 도킹해 플랜트로 향해 발사된 수많은 핵미사일들을 요격했다. 프리덤 건담과 저스티스 건담은 서로 연계하여 캘러미티 건담을 격파했다. 일제사격으로 다수의 모빌 슈트(MS)들을 전투불능으로 만들고, 빔 소드로 아가멤논급의 전함을 양단해 격침시켰다. 기본적으로는 대함·대거점(요새, 기지)용의 무기이지만 대 모빌 슈트(MS)전에 사용하는 경우도 많았다. 01호기는 프로비던스 건담과의 전투에서 파괴되었지만, 02호기는 종전될 때까지 전투 가능 상태를 유지하고 있었다.
기동전사 건담 SEED DESTINY
메사이어 공방전에서 키라 야마토의 스트라이크 프리덤 건담이 07호기 미티어, 아스란 자라의 인피니트 저스티스 건담이 08호기 미티어와 도킹해 달 궤도에 위치한 레퀴엠의 1차 중계 스테이션인 "스테이션 원"으로 몰려오는 자프트 함대와 교전했다. 데스티니 건담 및 레전드 건담과의 전투에서는 스트라이크 프리덤 건담, 인피니트 저스티스 건담 모두 미티어를 분리하고 전투를 벌였다. 그 후, 키라가 메사이어로 향할 때 다시 스트라이크 프리덤 건담과 미티어를 도킹하여 사용하였다.
기동전사 건담 SEED DESTINY ASTRAY
유니우스 조약과 관련하여 정크길드가 자프트로부터 회수하고 있던 것을 핵엔진 탑재형으로 개조한 미티어이다. 무라쿠모 가이의 건담 아스트레이 블루 프레임 세컨드 L (05호기)와 일라이저 킬의 일라이저 전용 자쿠 팬텀 (06호기)에게 빌려주어 제네시스 α에서의 정크길드 본부 방어전에 사용되었다.

## 베른 35A/MPFM 다목적 비행 모듈
잡지 《월간 하비 재팬》에서 전개한 모형 연동 기획 《기동전사 건담 SEED MSV》에 등장한다. 메카닉 디자인은 오오카와라 쿠니오가 담당하였다.
설정 해설
"미티어 改"라는 이름으로 널리 알려진 다목적 비행 모듈(Multi Purpose Flight Module)이다. 미티어와는 달리, 탑재된 뉴트론 재머 캔슬러를 이용한 핵에너지를 동력으로 삼아 기존의 배터리 동력 기체에서도 운용할 수 있도록 개발된 것이다.
조인트 부분이 모빌 슈트(MS)에 국한되지 않는 세계적인 공통 규격으로 통일되어 있기 때문에 다양한 것들과 도킹이 가능하며, 내열 캡슐(대형이 아닌 우주왕복선)과 결합한 "인원·물자 수송용 타입", 화포나 폭탄을 가지고 있는 군용기와 결합한 "비행 기동 포대 내지 전략 중폭격기 타입" 등의 운용 예도 있다.
미티어 改는 ZGMF-600 게이츠 등의 대두로 구식기로 전락한 자프트 제1세대 모빌 슈트(MS)의 연명 프로그램의 일종으로 진이나 시구 등의 업그레이드 무장으로도 사용되며, 공급되는 대전력으로 모빌 슈트(MS) 측에 다양한 휴대 무장으로 빔 병기를 갖도록해 화력의 향상과 페이즈 시프트 장갑화를 한 마이너 체인지 기체에 대한 반영구 기관의 역할 등으로 구식기를 동시대의 최신예기에 버금가는 포텐셜까지 끌어올리는 데 성공했다.
또한 모빌 슈트(MS) 측의 팔로 조작하는 개폐식의 내열 셸을 갖춘 상태는 "행성 강습기형"으로 불리며, GAT-X 시리즈나 ZGMF-X 시리즈 등의 고성능기로 밖에 할 수 없었던 모빌 슈트 단독으로 대기권 재돌입을 가능하게 했다. 내열 셸 부분을 오리지널 미티어와 동일한 웨폰 암으로 교체하는 것도 가능하다.
이후에 《기동전사 건담 SEED DESTINY ASTRAY》에는 본기와 셸 달린 암에 로켓 포드와 다수의 포구 등을 추가한 "정크 길드 개조 버전"이 등장했다.
작품 내에서의 활약
애니메이션 본편에는 등장하지 않는다. 외전 시리즈에서는 유니우스 조약 체결식 관련 에피소드 등에 등장해, 정크길드에서 해체 대기 중이던 본기를 가지고 출격한다. 장 캐리의 M1 아스트레이나 M1A 아스트레이에서 사용되며 일반형과 개조형의 2종류로 구분되었다.

## 같이 보기
- 건담 시리즈의 병기 목록
- 기동전사 건담 SEED
- 기동전사 건담 SEED DESTINY

## 주해
1. ↑  "미티어 유닛"이라고 기술한 자료도 존재한다.[6][7][8]
2. ↑  "Meteor Unit"이라고 기술한 자료도 볼 수 있다.[6][7][8]
3. ↑  "ZGMF-X09A, X10A 전용 암드 모듈"이라고 기술한 자료도 보인다.[4]
4. ↑  일반적인 미티어와 동등한 장비이지만, 무크 게재 시점에서 모형의 작례 오리지널로서 자리매김하고 있다.[20]